# Mnesiclesina curticerca
Mnesiclesina curticerca är en insektsart som beskrevs av Marius Descamps 1974. Mnesiclesina curticerca ingår i släktet Mnesiclesina och familjen Chorotypidae. Inga underarter finns listade i Catalogue of Life.